# خان حمو القدو
خان حمو القدو أحد خانات مدينة الموصل مركز محافظة نينوى شمال العراق ويعد من الخانات التراثية المهمة في الموصل.

## تاريخ البناء
بناه آل القدو في سنة (1300هـ/1882م) وكانت بناية آية في الفن المعماري الموصلي، مساحته أكثر من 379م2.
نسبته إلى عائلته آل القدو (الحاج عبد الله جلبي بن محمد بن القادر). هذه الأسرة عرفت من السابق كونها غنية امتهنت التجارة، والتدين، ولها نشاطات اجتماعية أخرى.

## أجزاء الخان

### الطوابق
يتكون من طابقين الأول: يحتوي على (45) دكاناً و(19) خزانة و(5) أواوين. وأمام الدكاكين (الحوش) أو الفناء.
أما الطابق الثاني: فيشمل على (52) دكانا و(4) خزانات وأواوين (جمع إيوان) يتم الصعود إليه بواسطة (الدرج) الخاص به. ومن ملاحظة هذا الطابق، يعتقد في السطح كان بقايا لمقهى قديم، كان يشغل المنطقة، وقد عرفت بكثرة مقاهيها. خاصة (قهوة كامل) في سنة 1930م من المقاهي المعروفة والمشهورة في الموصل.
أما فناء الخان (الحوش) فهو يشغل الفراغ الواسع أمام الدكاكين والمداخل الخاصة بالخان، وهي ما تبدو مربعة الشكل. في السابق لم يكن الاسمنت، لذا لم تصب الأرضية. بل تركت ورصنت بالحجارة. وهذا ما عرف في الموصل قديماًُ (القادرم).

### المداخل
يتكون الخان من المدخل: ويقع هذا المدخل في غربه، وبالأصل يشكل قنطرة، هذه القنطرة في أصلها كانت تحتوي على دكاكين، ولا أثر لهذه الدكاكين في الوقت الحاضر، واجهة هذا المدخل.. تراثية فيها معالم عمرانية موصلية أصيلة، فهي تتمركز بواجهة الباب على أقواس عمودية مرمرية، ثم تقوس إلى نصف قوس من الحلان المزركش والمنقوش حتى تشكل هذه القنطرة، أو المدخل فيه باب كبير من الخشب بصفاقتين. يتكون كل صفاقة من ألواح خشبية سميكة، مثبتة على ألواح أخرى طويلة في الطول. تثبت بواسطة مسامير ومنها مسامير مقببة كبيرة تدق على سفيفة باب آخر من الخشب للدخول والخروج إلى الخان مساء.
المدخل الشمالي: يشبه هذا الباب الأول إلا أنه لا يحتوي على الباب الصغير. وهو بالأصل قوس من الحلان البسيط الذي يؤدي إلى قنطرة واسعة مسقفة إلى فناء الخان.
المدخل الشرقي: مثل البابين الأوليين في التصميم والبناء إلا أنه أكثر بساطة منها وهو يطل على قنطرة أمامية منها إلى الفناء.
السرداب: من عناصر البناء الموصلي، حيث كانت الأبنية الموصلية تزخر بالسراديب يوم ذاك. وهذا السرداب يقع في المنطقة الشرقية من الخان. فيه مدخل للنزول. حيث يتكون هذا السرداب من ثلاث مناطق مستندة في الأساس على أساطين من الحلان (الفرش) وهي معقدة بنصف قوس كباقي البيوت والأبنية الموصلية. في هذا السرداب، شبابيك للتهوية والإضاءة.

### الدكاكين
الدكاكين في الطابق الأول. فواجهتها فيها نصف قوس من المرمر، ثم قبة بيضوية تستند على القوس الذي بدوره يستند على أساطين من المرمر المبنية بالجص والحجارة. ويبدو أن كثرة الدكاكين، يدل على سعة هذا الخان، وازدهار التجارة فيه. حيث يقع هذا الخان في بداية سوق باب السراي، وهو المركز التجاري المهم في المدينة.
يشكل الخان نموذجاً مهما في بناء الخانات الموصلية. الذي يحتوي على عناصر البناء في المعمار الموصلي. ففيه نصف القوس للدكاكين وفيه الأبواب الخشبية. ثم أبواب المداخل التي هي نموذجاًَ للأبواب. ثم الحلان والجص والخرسانة أحد ميزات البناء في الموصل القديمة.

## الضرر واعادة البناء
تعرض الخان للدمار سنة 2017 ، وتمت إعادة إعماره في 2020 وعادت المحلات للعمل فيه .